# Чаубунагунгамауг
Чаубунагунгамауг (англ. Chaubunagungamaug), также известно как Вебстерское озеро (англ. Webster Lake) — озеро в Северной Америке, расположено рядом с городом Вебстер, штат Массачусетс, США. Площадь озера составляет 5,83 км².

## Название

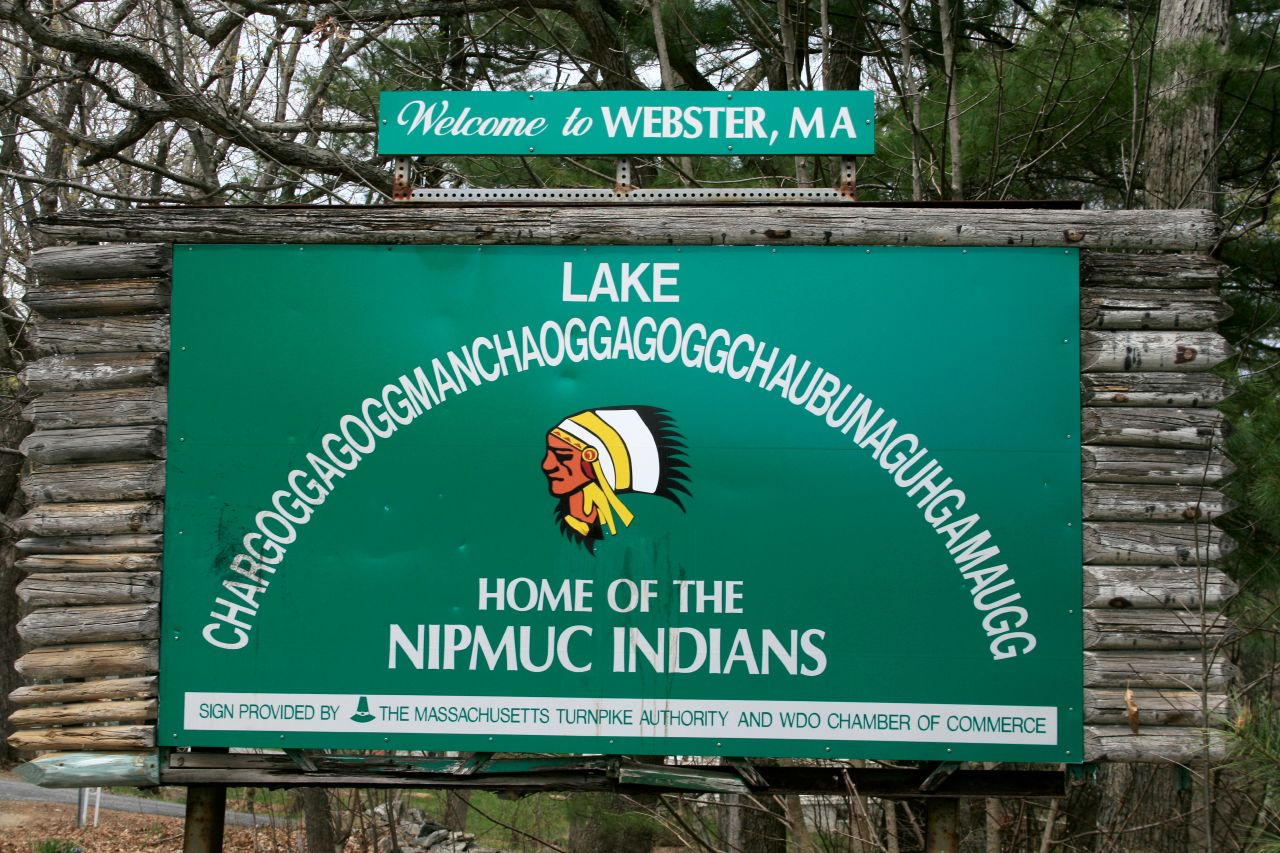
Знак озера Чаубунагунгамауг с двумя опечатками в названии

Полное название озера — Чаргоггагоггманчауггагоггчаубунагунгамаугг (Chargoggagoggmanchauggagoggchaubunagungamaugg) — является самым длинным топонимом в США — оно состоит из 45 букв, 15 из которых «g» и 9 — «a». Значение этого слова достоверно неизвестно, варианты перевода с языка индейцев нипмуков разнятся от простого «нейтральные земли» до полушутливого «Ты ловишь рыбу на своей стороне, я ловлю рыбу на своей, и никто не ловит рыбу посредине».
Сегодня название «Вебстерское озеро» используется чаще. В апреле 2009 года в полном названии озера, представленном на информационных и дорожных знаках, были найдены опечатки.

## Озеро
Средняя глубина — 4,3 метра, максимальная — 15.
Озеро Чаргоггагоггманчауггагоггчаубунагунгамаугг сформировалось при отступлении ледника и пополняется из подземного источника. Состоит из трёх частей, связанных узкими каналами: Северный пруд (North Pond), Средний пруд (Middle Pond) и Южный пруд (South Pond). В месте соединения озера с рекой Френч расположена ГЭС.
Озеро является популярным туристическим местом, люди приезжают на него покататься на лодках, поплавать и порыбачить.

### Острова
На озере находятся несколько островов, обитаемых и необитаемых:
- Лонг-Айленд[5] (Long Island) — самый крупный остров озера: множество домов, линии электропередач, водопровод, пожарные гидранты
- Гоут-Айленд (Goat Island) — второй по величине остров. Несколько домов
- Уэлл-Айленд (Well Island) — небольшой остров. Один дом
- Стрип-Айленд (Strip Island) — самый северный остров. Один дом
- Литтл-Айленд (Little Island) — один дом
- Коббл-Айленд (Cobble Island) — небольшой остров, к востоку от Лонг-Айленда.